# The Four Seasons
The Four Seasons var en amerikansk rock- och popgrupp bildad 1960 i Newark, New Jersey. De bestod i sin första inkarnation av Frankie Valli (sång), Tommy DeVito (gitarr, sång), Bob Gaudio (sång, keyboard), och Nick Massi (basgitarr, sång). Gaudio samskrev även flertalet av gruppens låtar med producenten Bob Crewe. The Four Seasons var en av få vita musikgrupper från USA som lyckades hålla sig kvar på listorna under "the british invasion". Gruppens frontfigur Frankie Valli var känd för att sjunga med falsettröst, vilket han exempelvis gjorde på gruppens tre första hits, "Sherry" (1962), "Big Girls Don't Cry" (1962) och "Walk Like a Man" (1963) som alla tre nådde förstaplatsen på Billboard Hot 100-listan. Från genombrottet 1962 till 1976 hade The Four Seasons ett 30-tal hits i USA.
De spelade under de första framgångsrika åren in för skivbolaget Vee-Jay Records, men bytte till Philips Records efter att Vee-Jay råkat i finansiell kris. De vidtog även rättsliga åtgärder mot Vee-Jay som under 1964 fortsatte hävda rätten till gruppens inspelade material. Detta skadade dock inte deras skivförsäljning och de hade under tiden en stor singelhit med låten "Dawn (Go Away)". Samma år släpptes "Rag Doll" som de åter fick en Billboard-etta med, och den blev en stor framgång i Storbritannien där den nådde #2 på singellistan. B-sidan på den singeln var originalet av "Silence Is Golden" som The Tremeloes fick en stor hit med 1967.
I september 1965 lämnade den ursprungliga medlemmen Nick Massi gruppen och ersattes av Joe Long. Några framgångsrika singlar under andra hälften av 1960-talet var "Let's Hang On!" (1965), "Opus 17 (Don't You Worry About Me)", "I've Got You Under My Skin" (båda 1966) och "C'mon Marianne" (1967). År 1969 hade dock musikklimatet skiftat drastiskt och 1970 var den ursprungliga upplagan av gruppen definitivt upplöst samtidigt som man skrev ett i efterhand misslyckat kontrakt hos Motown. Frankie Valli fortsatte att spela in under gruppnamnet tillsammans med en mängd skiftande musiker under tidigt 1970-tal. Bob Gaudio fortsatte samarbeta med Valli som producent och låtskrivare.
År 1975 efter år i skymundan fick gruppen dock en stor nytändning då singlarna "The Night" och "Who Loves You" nådde höga placeringar både i USA och Storbritannien. I januari 1976 nådde singeln "December 1963 (Oh What a Night)" (skriven av Bob Gaudio) förstaplats både på Billboard Hot 100 i USA och singellistan i Storbritannien. Den efterföljande singeln "Silver Star" markerade dock slutet för gruppens andra och sista storhetstid. Gruppen fortsatte turnera i olika upplagar under 1980-talet, 1990-talet och in på 2000-talet. Gruppen invaldes i Rock and Roll Hall of Fame 1990 och i "Vocal Group Hall of Fame" 1999
Musikalen The Jersey Boys som bland annat spelas i London baserar sig på gruppens historia. Gruppens historia har även resulterat i filmen Jersey Boys.
Tommy DeVito avled den 21 september 2020 i sviterna av COVID-19.

## Medlemmar
Nuvarande medlemmar
- Frankie Valli – sång (1960–nutid)
- Robby Robinson – keyboards, musikalisk ledare (1979–1996, 2004–nutid)
- Ronen Bay – bakgrundssång (2018–nutid)
- Craig Cady – bakgrundssång (2018–nutid)
- Aaron Alexander Gordon – bakgrundssång (2022–nutid)
- Noah Rivera – bakgrundssång (2020–nutid)
- Rick Keller – saxofon, flöjt, keyboard, slagverk (2002–nutid)
- Basil Fung – gitarr (2017–nutid)
- Andy Sanesi – trummor (2018–nutid)
- Carmen Grillo – gitarr (2021–nutid)
- Alfredo Lopez – bas (2021–nutid)

Tidigare medlemmar
- Tommy DeVito – sång, gitarr (1960–1970, död 2020)
- Bob Gaudio – sång, keyboard, gitarr (1960–1971)
- Nick Massi – sång, bas (1960–1965, död 2000)
- Charles Calello – bakgrundssång, bas (1965)
- Joe Long – sång, bas (1965–1975)
- Bob Grimm – sång, gitarr (1970–1971)
- Demetri Callas – sång, gitarr (1971–1973, död 2020)
- Bill DeLoach – sång, keyboard (1971–1973)
- Clay Jordan – sång, keyboard (1971)
- Ronnie Carangelo – trummor (1971)
- Richard Natoli – saxofon, horn (1972–1977, 1979–1982)
- Don Ciccone – sång, bas, rytmgitarr (1972–1977, 1979–1982, död 2016)
- Gerry Polci – sång, trummor (1973–1977, 1979–1982, 1988–1990)
- Lee Shapiro – keyboard (1973–1981)
- John Paiva – sång, lead och rytmgitarrer
- Jerry Corbetta – sång, keyboard (1979–1985)
- Larry Lingle – gitarr (1979–1993, 2015)
- Rex Robinson – sång, bas (1979–2003)
- Mike Lingle – trummor (1982–1985)
- Lynn Hammann – sång, trummor (1982–1988)
- Chuck Wilson – slagverk (1982–1990); trummor (1990–1993)
- Robin Swenson – keyboard (1985–1991)
- Howard Larrabee – sång, keyboard (1988–1990)
- Richie Gajate-Garcia – slagverk (1990–2019)
- Tim Stone – sång, keyboard (1991–1996?)
- Daniel "Zoro" Donelly – trummor (1994–2005)
- Adrian Baker – sång, gitarr (1994–1995)
- Tommy Alvarado – saxofon, slagverk (1994–1996)
- Fino Roverato – gitarr (1994–2003?)
- Warren Ham – saxofon (1996–2000)
- Todd Fournier – sång (2002–2018)
- Jason Martinez – sång (2002–2007, 2018)
- Rich Callaci – keyboard (2003)
- Landon Beard – sång (2003–2018)
- Brian Brigham – sång (2003–2018)
- Keith Hubacher – bas (2004–2007, 2016–2018)
- Craig Pilo – trummor (2005–2018)
- Val Martinez – sång (2006)
- Brandon Brigham – sång (2006–2018)
- John Schroeder – gitarr (ca 2012)
- Robbie Angelucci – gitarr (ca 2012)
- John Menzano – bas (ca 2012)
- Brad Sharp (2015–2016)
- Erik Bates – sång (2018–2020)
- Joseph Ott – bakgrundssång (2018–2022)
- Sandro Rebel – keyboard (2018–2020)
- Wil Roberts – bas (2018–2020)
- Christian Moraga – slagverk (2019–2020)
- Edwin Livingston – bas (2020)
- Jamie Kime – gitarr (2020–2021)
- Steve Warren – bas (2021)

## Diskografi
- Sherry & 11 Others (1962)
- Four Seasons Greetings (1962) (återutgivet som The 4 Seasons Christmas Album (1966))
- Big Girls Don't Cry and Twelve Others (1963)
- Ain't That a Shame and 11 Others (1963)
- Golden Hits of the 4 Seasons (1963)
- Born to Wander (1964)
- Dawn (Go Away) and 11 Other Great Songs (1964)
- Folk Nanny (1964) (återutgivet som Stay & Other Great Hits)
- Rag Doll (1964)
- More Golden Hits of the 4 Seasons (1964)
- Girls, Girls, Girls - We Love Girls (1964)
- The Beatles vs. The Four Seasons (1964)
- The 4 Seasons Entertain You (1965)
- The 4 Seasons Sing Big Hits by Burt Bacharach, Hal David, and Bob Dylan (1965)
- Recorded Live on Stage (1965) (live)
- Gold Vault of Hits (1965)
- Working My Way Back to You (1966)
- Second Gold Vault of Hits (1966)
- Lookin' Back (1966)
- Edizione d'oro (Gold Edition (1968) (2-LP, samlingsalbum)
- Genuine Imitation Life Gazette (1969)
- Brotherhood of Man (1970)
- Half and Half (1970) (en sidan som The Four Seasons andra som Frankie Valli solo)
- Chameleon (1972)
- Inside You (1973) (outgiven)
- The Greatest Hits of the Fabulous Frankie Valli and the 4 Seasons (4-LP Box)
- Who Loves You (1975)
- The Four Seasons Story (1975) (2-LP, samlingsalbum)
- Helicon (1976)
- Superstar Series Vol. 4 (samlingsalbum)
- Reunited - Live with Frankie Valli (1981) (2-LP, live)
- The Complete Musical Treasury (1982) (4-LP Box)
- Certified Gold (1984) (Volym I, II, och III)
- Streetfighter (1985)
- Silver Anniversary Collection (1985) (även kallad 25th Anniversary Collection) (3-LP Box)*Anthology (1988) (samlingsalbum)
- Hits (1988) (samlingsalbum)
- Rarities (1990) (Volumes I and II)
- Hope and Glory (1992)
- Dance Album (1993)
- Sing for You (1994)
- Oh What a Night (1995)
- Four Seasons with Frankie Valli (1996)
- Rock and Roll Collection (1999) (3-CD Box)
- In Season: The Frankie Valli & the 4 Seasons Anthology (2001) (samlingsalbum)
- Off Season: Criminally Ignored Sides from Frankie Valli & the 4 Seasons (2001) (samlingsalbum)
- The Very Best of Frankie Valli & The Four Seasons (2002) (samlingsalbum)
- Jersey Beat: The Music Of Frankie Valli & The 4 Seasons (2007) (3-CD + DVD Box)